# Шаробот
Шаробо́т (англ. Ballbot) — подвижный робот, использующий для передвижения единственное сферическое колесо (т.е. шар), и постоянно самобалансирующий на нём как в движении, так и в покое

. Благодаря единственной точке контакта с поверхностью, шаробот одинаково легко передвигается во всех направлениях, являясь чрезвычайно подвижным, манёвренным, и естественным в движениях, по сравнению с обычным наземным транспортом. Проектирование надёжных роботов с узкой колёсной базой, обладающих улучшенной манёвренностью в ограниченных, переполненных и динамичных средах (например узкие коридоры и заполненные передвигающимися людьми помещения) стало возможным благодаря наработкам в теме динамической стабильности в современной теории управления.

## Общие сведения и основные свойства

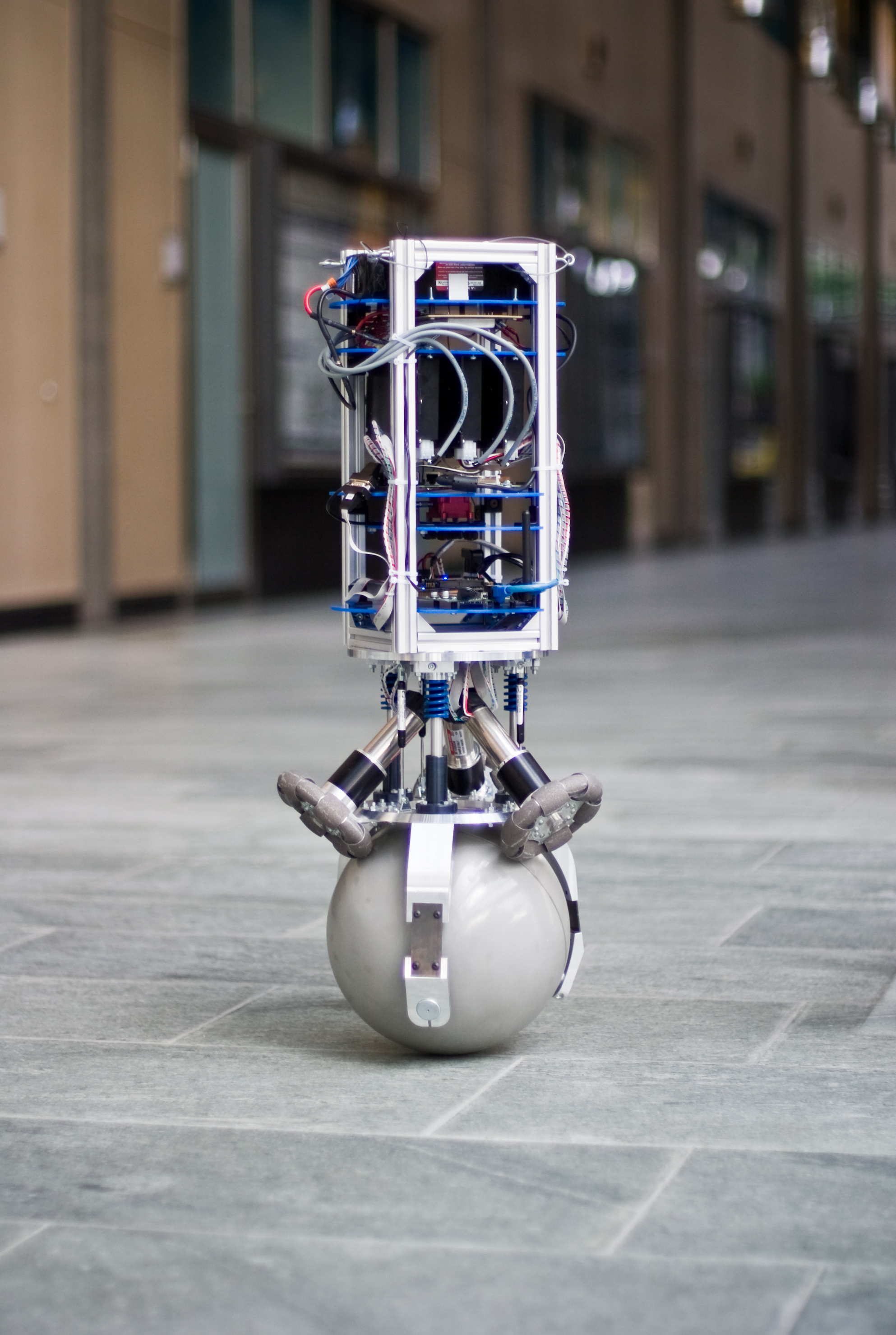
Шаробот Rezero балансирующий на плоской поверхности. Характерными особенностями шаробота являются: шар, три электромотора, приводящие в движение балансировочные колёса и основной корпус, содержащий микропроцессор, блок инерциальных измерений, блок питания и батареи.

Исторически сложилось, что подвижные роботы создавались статически неподвижными, что приводило к экономии энергии при стоянии робота на месте. Обычно это достигается использованием трёх и более колёс прикреплённых к платформе. Роботы, построенные по этой модели, зачастую нестабильны при движении, что может быть компенсировано очень широкой колёсной базой и низким центром тяжести. Это сильно ограничивает применение таких роботов в обычной обстановке в присутствии людей, где не только интерфейс пользователя должен быть расположен на доступной высоте, но и подвижность робота затруднена узкими проходами, наличием большого количества препятствий, в том числе людей. Поэтому многоколёсные конструкции плохо приспособлены для работы в быстро меняющихся условиях среди двигающихся людей. Многоколёсные  роботы не могут мгновенно сменить направление движения, а также не могут поворачиваться не сдвигаясь с места.
Шароботы решают вышеупомянутые проблемы используя для движения единственное сферическое колесо, управляемое исполнительными устройствами. Шароботы изначально неустойчивы и используют исполнительные устройства для поддержания себя в равновесии. Это также приводит к небольшим, но постоянным смещениям шаробота. Это неустойчивое, но стабильное состояние, называемое динамической стабильностью, намного более устойчиво к внешним воздействиям, например толчкам, нежели статическая стабильность. Это ещё более очевидно в высокоинерционных роботах, например с высокорасположенным центром тяжести.
Динамическая стабильность шаробота, в сочетании со сферическим колесом, которое уменьшает контакт с поверхностью до единственной точки, обеспечивает шароботам уникальные достоинства среди наземных транспортных средств. Шароботы всенаправлены и могут двигаться в любом направлении в любое время. Манёвренность шаробота ограничена только его динамикой, в отличие от механических ограничений, налагаемых колёсами (например невозможность движения боком). Шароботы обладают нулевым радиусом поворота и могут изменять направление движения без отклонения. Более того, шароботы наклоняются в сторону поворота для компенсации центростремительных сил, что приводит к очень плавным и элегантным движениям, сравнимым с движениями в фигурном катании. Как следствие, шароботу одинаково легко стоять на одном месте и двигаться.
Другой интересной особенностью является неминимально фазовое поведение шаробота. Для движения в любом направлении, шаробот должен наклониться в этом направлении для приобретения ускорения. Поэтому, для указания желаемого направления движения, шар должен быть кратковременно отклонён в противоположном направлении. По достижении заданной скорости, шаробот выпрямляется и далее двигается, сохраняя вертикальное положение. Менее очевидно что для торможения робот должен набрать дополнительную скорость, чтобы центр тяжести шара обогнал центр тяжести робота и позволил уменьшить скорость путём отклонения корпуса робота в сторону, противоположную направлению движения.

## Применение шароботов
Шароботы обладают тремя уникальными характеристиками, каждая из которых открывает им ряд практических применений. Динамическая стабильность позволяет использовать шароботы в условиях большого количества толчкообразных  помех. Примерами подобных условий являются корабли и поезда, а также помещения со скоплениями людей, такие как вокзалы, музеи и другие общественные учреждения. Всенаправленность шаробота и способность быстро изменять направление движения позволяет ему быстро двигаться в помещениях коридорного типа. Высокое расположение центра тяжести позволяет удобно расположить органы управления и интерфейс пользователя. На данный момент наиболее привлекательным видится использование шароботов для информирования людей в общественных учреждениях, в качестве ежедневного помощника или бытового робота, или в качестве игрушки. Стоит заметить, что шароботы являются объектом активных исследований и области их применения на данный момент ограничены.